# 蜂須賀明香
蜂須賀 明香（はちすか あすか、Hachisuka Asuka、1992年9月26日 -） は、日本のバイアスロン選手。2018年平昌オリンピック及び2022年北京オリンピック代表選手、陸上自衛官。自衛隊体育学校。北海道天塩郡天塩町出身。
地元の中学卒業後、北海道中川郡音威子府村にある北海道おといねっぷ美術工芸高等学校に進学。在学中はクロスカントリースキー部に所属。音威子府ジュニアクロスカントリースキー大会高校女子の部（6km）で３連覇を達成した。
卒業後、東海大学国際文化学部地域創造学科に進学した。その後、陸上自衛隊に入隊し、自衛官となる。自衛隊体育学校冬季特別体育教育室に所属した。2018年の段階で階級は陸士長。
2014年、スキーの全日本インカレでクロスカントリー10kmクラシカルで準優勝。
2017年アジア冬季競技大会に日本代表として出場。バイアスロン混合リレー（日本B）で６位。
2018年、平昌オリンピックに日本代表として出場。女子15km決勝で50分30秒2をマークし81位に入った。
2022年北京オリンピックでは女子7.5kmスプリントで87位、女子15kmで65位、女子24キロリレー（立崎芙由子/前田沙理/蜂須賀明香/田中友理恵）で17位だった。